# Strém István
Kanizsai Strém István, Strem (Budapest, 1891. március 30. – Budapest, 1942. február 11.) magyar újságíró, író, spiritiszta, Strém Ferenc testvére.

## Életpályája
Strem József és Feuer Malvina gyermekeként született, izraelita vallású. Középiskoláit Nagykanizsán, a jogi egyetemet Budapesten végezte, majd Nagykanizsán lett újságíró. Húszéves korában jelent meg első verseskötete. 1912 szeptemberétől a Zalai Közlöny felelős szerkesztője. 1913-ban  megvált a laptól és újabb verseskötetet jelentett meg. Az első világháború alatt, 1914-ben orosz hadifogságba esett. A szibériai Berezovkában szerkesztette a Berezovka című hadifogolylapot. 1920-ban tért vissza Magyarországra. 1921-től Az Ujság, majd az Ujság külpolitikai rovatvezetője, később a Spiritiszta Szemle szerkesztője volt. Nagykanizsai éveiben művei Kanizsai István néven jelentek meg, később azonban már eredeti nevén publikált. 1921. augusztus 21-én Budapesten, a Józsefvárosban házasságot kötött Günsberger Irénnel, Günsberger Sándor és Weisz Hermin lányával. Később újraházasodott, 1929. szeptember 29-én Budapesten elvette Hinterecker Margit Erzsébet Annát, Hinterecker Lipót és Antonigell Hermina lányát. Halálát gyomorbélvérzés okozta.

## Főbb művei
- A könnyek fátyolában (versek, Nagykanizsa, 1911);
- Mert fáj az igazság (versek)
- Lucrezia Borgia' (történeti arckép)
- A balatoni gróf (regény, Budapest, 1923);
- A zöld vadász
- Vadrózsa asszony (versek, Bp., 1929);
- A végtelen országútján (regény, Bp., 1934)
- Szerelem és lélek (elbeszélések, Bp., 1937).
- Hasad a hajnal